# St. Ignatius (Guyana)
St. Ignatius (voluit: St. Ignatius Mission) is een inheems dorp in Upper Takutu-Upper Essequibo regio van Guyana. Het bevindt zich aan de Braziliaanse grens ongeveer 3 km ten zuiden van de hoofdplaats Lethem. Het wordt bewoond door inheemsen van de Wapishana- en Macushi-volken.

## Geschiedenis
In 1909 stichtte Cuthbert Cary-Elwes, een jezuïetenmissionaris, een missie aan de Takuturivier in het Rupununi-gebied. De locatie heette oorspronkelijk Ariwa. Vanuit de missie bezocht hij de inheemse volken van de savanne en het Pakaraima-gebergte. St. Ignatius groeide uit tot een van de grootste dorpen van de regio, en kreeg in de jaren 1970 een grondgebied toegewezen.
St. Ignatius heeft een traditioneel bestuur. In 2020 was Dennis Benedict de Toshao (dorpshoofd). Tijdens de coronapandemie werd het dorp afgesloten met een poort, en werden de voorden door de rivier, die gebruikt werden voor illegale grensoverschrijdingen, versperd.

## Overzicht
St. Ignatius heeft een middelbare school die gesticht werd door de missionarissen. Het is de oudste en grootste school van de regio. Het dorp heeft een kerk en een krant. Het ziekenhuis bevindt zich in Lethem. Het meest opvallende gebouw is de St. Ignatius Benab dat als gemeenschapshuis wordt gebruikt. St. Ignatius heeft twee satellietdorpen: Kumu en Quarrie.
De economie is gebaseerd op landbouw, vissen, en baksteenfabricage. Een deel van de bevolking is actief als vaqueros, cowboys die koeien hoeden op de ranchen.
St. Ignatius is verbonden met het wegennetwerk van Guyana. De luchthaven Lethem bevindt 120 meter ten noorden van het dorp.
Aishalton · Dadanawa Ranch · Kanashen · Karasabai · Lethem · Nappi · St. Ignatius